# Luigi Pintor (homme politique, 1925)
Luigi Pintor (Rome, 18 septembre 1925 – Rome, 17 mai 2003) a été un journaliste, écrivain et homme politique italien.

## Biographie
Luigi Pintor est né à Rome dans une famille antifasciste de la noblesse sarde : il était le fils de Giuseppe Pintor – frère de Fortunato, bibliothécaire du Sénat, et du général Pietro Pintor – et d'Adélaide Dore. Il est le frère de Giaime Pintor, journaliste, écrivain et résistant italien, ainsi que de Silvia et Antonietta Pintor.
Après avoir passé son enfance à Cagliari et obtenu son diplôme d'études secondaires, au début de la Seconde Guerre mondiale, il quitte la Sardaigne en 1940 pour s'installer à Rome avec sa mère et ses deux sœurs, où, peu après, il apprend la mort de son père.

### La Résistance
Luigi Pintor participe très jeune à la Résistance italienne après avoir reçu une lettre testamentaire de son frère aîné Giaime de Naples, datée du 28 novembre 1943. Deux jours plus tard, son frère, figure majeure parmi les jeunes intellectuels antifascistes, marche sur une mine alors qu'il tente de rejoindre des groupes résistants du Latium, en accord avec le commandement anglais. Luigi Pintor décide alors de rejoindre la Résistance et combat dans les GAP (Groupes d'Action Patriotique) romains jusqu'au 14 mai 1944. Ce jour-là, trahi par Guglielmo Blasi (un Gappiste qui avait participé à l'attentat de via Rasella et qui ensuite, arrêté pour vol, avait fini par rejoindre la Banda Koch, l'équipe spéciale fasciste chargée de traquer les résistants), il est arrêté avec Carlo Salinari, Franco Calamandrei et Silvio Serra.
Avec Serra, Pintor est emmené à la pension Iaccarino, base de la Banda Koch, où il est interrogé et torturé pendant huit jours. Il est ensuite enfermé à la prison de Regina Coeli avec Serra, en attendant sa condamnation à mort. Alors que la sentence est sur le point d'être exécutée et que Pintor est ramené, avec Serra et quatre autres antifascistes, à la pension Iaccarino, le Vatican intervient pour reporter l'exécution et les condamnés sont de nouveau transférés à Regina Coeli. Il est libéré à l'arrivée des Américains à Rome en juin 1944.

### Activité journalistique et carrière au sein du PCI
Après la fin de la Seconde Guerre mondiale, il entre comme journaliste à L'Unità, l'organe de presse du Parti communiste italien, où il occupe le poste de rédacteur politique et, par la suite, de codirecteur de l'édition de Rome. Il épouse Marina Girelli, avec qui il a eu son fils Giaime et sa fille Roberta.
En 1962, il est élu membre du Comité central du Parti communiste italien lors du Xe congrès, où il s'oppose à la ligne défendue par Giorgio Amendola qui souhaite une unité des gauches. En 1965, il quitte l'Unità en raison de désaccords avec la direction de Mario Alicata et occupe des postes au secrétariat du Parti communiste.
Les travaux préparatoires du XIe congrès du parti communiste voient un fort contraste entre l'aile gauche, qui fait référence à Pietro Ingrao, et la composante plus modérée du parti, dirigée par Giorgio Amendola. La gauche souhaite notamment une plus grande démocratie au sein du parti et pose la question du "modèle de développement". Le congrès se termine par une forte attaque contre Ingrao, et Pintor est transféré au Comité régional de Sardaigne, où il sera élu à la Chambre des députés en 1968.
En août 1968, après l'invasion de la Tchécoslovaquie, Aldo Natoli et Pintor votèrent contre la motion de Luigi Longo, alors secrétaire du parti, lors de la session du Comité central du PCI. Ils prennent ainsi clairement leurs distances de la politique étrangère de l'Union soviétique, et rèvèlent les désaccords présents au sein du parti. Dans les travaux préparatoires du XIIe congrès, il se range aux côtés de Rossana Rossanda, Aldo Natoli, Massimo Caprara et Eliseo Milani, en soutenant les positions de l'aile gauche du parti. Il est reconfirmé au sein du Comité central.

#### Il manifesto

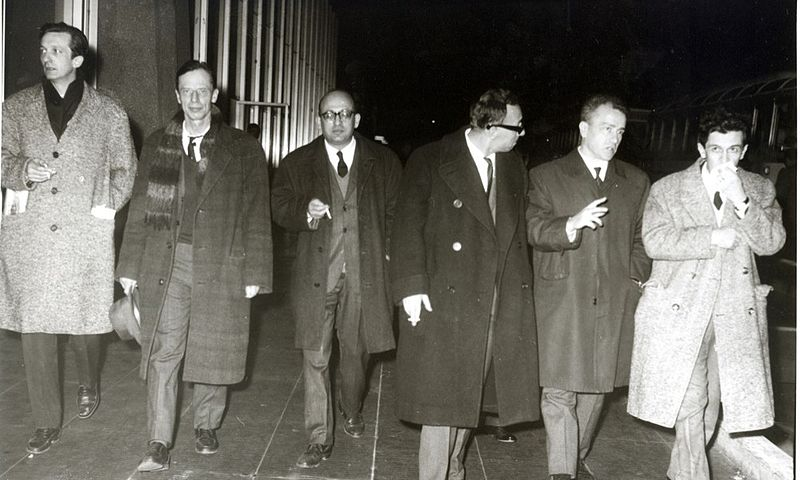
Luigi Pintor avec la direction du Parti communiste italien : de gauche à droite Ugo Pecchioli, Giuliano Pajetta, Sandro Curzi, Pintor, Pietro Ingrao et Enrico Berlinguer (1965).

Il participe activement à la fondation de Il manifesto, une revue mensuelle dirigée par Lucio Magri et Rossana Rossanda et à laquelle participent également Lidia Menapace, Aldo Natoli, Valentino Parlato, Luciana Castellina et Ninetta Zandegiacomi. Le premier numéro paraît le 23 juin 1969 avec un tirage de 55 000 exemplaires et Pintor publie un article intitulé Un dialogo senza avvenire, en référence au dialogue entre le PCI et la Démocratie Chrétienne.
La revue prend des positions contrastant avec la ligne majoritaire du parti qui réclame la suspension de ses publications. Le Comité central du 25 novembre 1969 décide la radiation de Rossana Rossanda, Luigi Pintor et Aldo Natoli accusés de « fractionnisme ». Par la suite, une mesure administrative est adoptée pour Lucio Magri et les inscriptions au parti de Massimo Caprara, Valentino Parlato et Luciana Castellina n'ont pas été renouvelées.
Le 28 avril 1971 il manifesto devient quotidien et Pintor en sera le directeur pendant de nombreuses années. La mise en page des quatre pages qui le composent est assurée par Giuseppe Trevisani. Le salaire de chaque journaliste a été au début celui d'un ouvrier métallurgiste et les décisions étaient prises collégialement.
En 1972, il est un fervent partisan de la présentation du manifesto aux élections politiques à la Chambre des députés. il manifesto, qui nomme Pietro Valpreda comme tête de liste dans trois circonscriptions et qui a obtenu d'importantes mobilisations de rue pendant la campagne électorale, obtient un décevant 0,67% des voix (224 313 voix), sans parvenir à élire aucun de ses candidats.
Dans les années 1980, après avoir été membre du Parti d'unité prolétarienne pour le communisme (PdUPpc), résultat de l'unification entre le PdUP et il manifesto, il se présente à nouveau avec le Parti communiste italien en 1987 en tant qu'indépendant et est élu à la Chambre des députés.

### Activité en tant qu'écrivain
En tant qu'écrivain, il a publié presque tous ses romans chez la maison d'édition Bollati Boringhieri, dirigée par son ami Giulio Bollati. Il y retrace sa propre expérience de vie.
Parmi ses œuvres principales figurent Parole al vento (1990); Servabo (1991) (traduit en français aux éditions Rue d'Ulm sous le titre Servabo. Mémoires de la fin du siècle); La signora Kirchgessner (1998) (traduit en français aux éditions La Fosse aux ours sous le titre Madame Kirchgessner); Il nespolo (2001) et I luoghi del delitto (2003).
Des recueils de ses articles ont été publiés pour Kaos Edizioni, Bollati Boringhieri et Manifestolibri. La maison d'édition espagnole El Aleph Editores a rassemblé les romans La signora Kirchgessner, Il nespolo et I luoghi del delitto, les publiant en 2012 en un seul volume.

### Dernières années de vie et décès
En 1990, il quitte la rédaction du manifesto, abandonnant la direction éditoriale, mais il continue à collaborer, ses éditoriaux étant considérés, même par ses opposants politiques, comme des exemples de grand journalisme. Il reviendra diriger le journal de 1991 à 1994. Son dernier article remonte au 24 avril 2003.
Il meurt à Rome le 17 mai 2003.

## Œuvres
Essais
- Una nuova opposizione, una nuova forza politica per rovesciare la crisi di sistema contro il sistema, coécrit avec Rossana Rossanda et Lucio Magri, Rome, Il manifesto, 1973.
- I corsivi del Manifesto. I mostri descritti da Pintor e disegnati da Pericoli, Rome, Alfani, 1976.
- Parole al vento, Milan, Kaos, 1990.
- Prigionieri di guerra, Palerme, Istituto Gramsci siciliano, 2000.
- Politicamente scorretto. Cronache di un quinquennio, 1996-2001, Turin, Bollati Boringhieri, 2001 (ISBN 88-339-1366-X).
- Punto e a capo. Scritti sul manifesto 2001-2003, Rome, Manifestolibri, 2004 (ISBN 88-7285-363-X).
- Azione è uscire dalla solitudine, avec VHS/DVD, Rome, Manifestolibri, 2004 (ISBN 88-7285-286-2).

Récits
- Servabo. Mémoire de la fin du siècle, Paris, Rue d'Ulm éditions, 2022 (ISBN 2728807329) [Servabo. Memoria di fine secolo, Turin, Bollati Boringhieri, 1991.  (ISBN 8833906108); Nuoro, Il maestrale, 2004.  (ISBN 8886109687)]
- Mme Kirchgessner, Lyon, La Fosse aux ours, 2005 (ISBN 2912042739) [La signora Kirchgessner, Turin, Bollati Boringhieri, 1998.  (ISBN 8833911241)]
- Il nespolo, Turin, Bollati Boringhieri, 2001.  (ISBN 8833913112).
- I luoghi del delitto, Turin, Bollati Boringhieri, 2003.  (ISBN 8833914917).

## Prix littéraires
- En 1991, il reçoit le prix du jury du Premio Dessì[15].